# Завгородня Павліна Іванівна
Павліна Іванівна Завгородня (нар. 6 січня 1931, тепер Широківського району, Дніпропетровська область — ?) — українська радянська діячка, новатор сільськогосподарського виробництва, доярка колгоспу імені Свердлова Широківського району Дніпропетровської області. Депутат Верховної Ради УРСР 6-го скликання.

## Біографія
Народилася у селянській родині Івана Каратєєва. Член комсомолу.
З 1947 року — колгоспниця, ланкова молодіжної ланки колгоспу імені Свердлова Широківського району Дніпропетровської області.
З 1952 року — доярка колгоспу імені Свердлова села Миколаївки Широківського (деякий час — Апостолівського) району Дніпропетровської області. У 1962 році надоїла по 3 100 літрів молока від кожної закріпленої за нею корови.
Потім — на пенсії у селі Тихий Став Широківського району Дніпропетровської області.

## Нагороди
- ордени
- медалі